# Россоны
Россо́ны (бел. Расо́ны) — городской посёлок в Витебской области Беларуси. Административный центр Россонского района.
Численность населения — 4 401 человек (на 1 января 2025 года).

## География
Городской посёлок Россоны расположен в 43 км к северу от города Полоцк, в 170 км от Витебска на берегу озера Россоно.

## Геральдика
Герб учреждён Указом Президента Республики Беларусь от 20 января 2006 года № 36 и зарегистрирован в Государственном геральдическом регистре Республики Беларусь 6 февраля 2006 года № Б-76.
Флаг учреждён Указом Президента Республики Беларусь от 2 июня 2009 года № 277 и зарегистрирован в Государственном геральдическом регистре Республики Беларусь 4 июня 2009 года № Б-171.
Герб и положение о нём одобрены решением Россонского районного Совета депутатов от 20 декабря 2002 года № 107.  Флаг утверждён решением Россонского районного Совета депутатов от 14 мая 2008 года № 73.

## История
Археологические находки на территории посёлка датируются X—ХІІ веками. Первое письменное упоминание о селе Россоны встречается в «Полоцкой ревизии» и датировано 1552 годом (7 дымов). Название происходит от финского rosvo — драчуны.
В XVI веке Россоны входили в состав Полоцкого воеводства, владел посёлком Ф. Корсак.
После первого раздела Речи Посполитой в 1772 году Россоны оказались в составе Российской империи в Полоцкой губернии.
С 1796 года — в составе Белорусской губернии, а с 1802 года — в Витебской губернии. В 1877 в селе 12 дымов.
С 1905 года Россоны относятся к Вознесенской волости Полоцкого уезда.
С 1 января 1919 года в составе Белорусской Советской Социалистической Республики.
С 16 января 1919 года — в составе РСФСР.
С 1924 года Россоны в составе БССР и центр одноимённого района.
В первые месяцы Великой Отечественной войны в районе г. Россоны происходили тяжёлые бои, здесь оборонялись части 51-го стрелкового корпуса 22-й армии Западного фронта.
В периоды с 15 июля 1941 года по 18 сентября 1942 года и с марта 1943 года по 11 июля 1944 года — город находится под немецкой оккупацией. Немецко-фашистскими оккупантами в Россонах было создано еврейское гетто, обитатели которого практически все были убиты.
С середины сентября 1942 года до начала весны 1943 года город был освобождён от немецко-фашистских захватчиков партизанскими бригадами Россонско-Освейской партизанской зоны. После проведения в феврале-марте 1943 года карательной операции «Зимнее волшебство» снова оказался захвачен немецко-фашистскими оккупантами.
Окончательно освобождён от фашистов Красной Армией 12 июля 1944 года в результате операции «Багратион».
С 14 марта 1958 года Россоны получили статус городского посёлка.
С 1962 по 1965 годы город входит в состав Полоцкого района.
20 октября 1995 года административные единицы Россонский район и посёлок Россоны, имеющие общий административный центр, объединены в одну административную единицу — Россонский район.
Указом Президента Республики Беларусь № 277 от 2 июня 2009 года утверждён флаг городского посёлка Россоны.
В 2010 году в связи с празднованием 65-й годовщины Победы советского народа в Великой Отечественной войне и в целях увековечивания подвига воинов Красной Армии, партизан и подпольщиков городской посёлок Россоны награждён вымпелом «За мужнасць і стойкасць у гады Вялікай Айчыннай вайны» (Указ Президента Республики Беларусь от 19 апреля 2010 года № 189).

## Население
Численность населения — 4 401 человек (на 1 января 2025 года).
В 1939 году в Россонах проживало 1100 белорусов, 76 русских, 47 евреев, 28 поляков, 16 украинцев, 42 представителя других национальностей.
В 2017 году в Россонах родилось 52 и умерло 82 человека. Коэффициент рождаемости — 10,7 на 1000 человек (средний показатель по району — 11,1, по Витебской области — 9,6, по Республике Беларусь — 10,8), коэффициент смертности — 16,9 на 1000 человек (средний показатель по району — 22,2, по Витебской области — 14,4, по Республике Беларусь — 12,6). По показателю смертности населения Россоны опережают остальные районные центры Витебской области.
| Численность населения:                                                                          |
| Графики недоступны из-за технических проблем. См. информацию на Фабрикаторе и на mediawiki.org. |

| Год         | 1939 | 1959  | 1970  | 1979  | 1989  | 2006  | 2016  | 2018  | 2023   | 2024 | 2025   |
| ----------- | ---- | ----- | ----- | ----- | ----- | ----- | ----- | ----- | ------ | ---- | ------ |
| Численность | 1309 | ▲3855 | ▼2621 | ▲3450 | ▲5264 | ▲5701 | ▼4946 | ▼4826 | ▼4 581 |      | ▼4 401 |

## Экономика
Среди наиболее значимых предприятий посёлка следующие:
- ГЛХУ «Россонский лесхоз»
- Россонский производственный цех КПУП «Обольский керамический завод»

## Транспорт
Через Россоны проходят автодороги Р24 (Полоцк — Россоны) и Р132 (граница РФ — Россоны — Кохановичи). Работает автостанция, связывающая Россоны с Полоцком, Новополоцком, Витебском и населенными пунктами Россонского района. Посёлок расположен в 45 км от железнодорожной станции Дретунь на линии Полоцк — Невель.

## Культура
- Дом культуры
- Музей боевого содружества белорусских, русских, латышских и литовских партизан

## Достопримечательности
- Россонская усадьба?! помещика Хласко (конец XIX в.), в том числе усадебный дом (1904), парк, хозпостройки
- Православная Вознесенская церковь (2-я пол. XIX в.)
- Костёл Св. Иосафата Кунцевича

### Памятник, скульптура
- Мемориальный комплекс
- Воинский памятник, ул. Горецкая. Оцифрован в октябре 2022 года.

## Галерея
- Православная Вознесенская церковь
- Усадьба помещиков Хласко
- Музей боевого содружества
- Пушка ЗИС-2 57 мм - монумент воинам-освободителям
- Костёл Св. Иосафата Кунцевича
- Книгарня

## Средства массовой информации
- Газета «Голас Расоншчыны»[22]